# Ryōsuke Maeda
Ryōsuke Maeda (前田 凌佑?, Maeda Ryōsuke; Himeji, 27 aprile 1994) è un calciatore giapponese, centrocampista dello Young Elephant.

## Carriera
Ha giocato nella prima divisione giapponese.